# United Nations Centre for Trade Facilitation and E-business
UN Centre for Trade Facilitation and E-business (UN/CEFACT) är ett internationellt organ inom Förenta Nationerna som vill förenkla internationell handel, speciellt elektronisk handel.
UN/CEFACT är mest känd för utvecklingen av UN/EDIFACT, en äldre EDI-standard som utvecklades 1986. Numere sker mycket av utvecklingen inom ebXML.
Förkortningen UN/CEFACT kommer från dess tidigare namn United Nations Centre for the Facilitation of Procedures & Practices for Administration, Commerce & Transport.